# Gagea pedata
Gagea pedata är en liljeväxtart som beskrevs av Igor Germanovich Levichev. Gagea pedata ingår i Vårlökssläktet och i familjen liljeväxter. Inga underarter finns listade.